# دبليو دبليو إي ضد إي سي دبليو رأسا لرأس
كان حدث دبليو دبليو إي ضد إي سي دبليو رأسًا لرأس حدثًا خاصًا أنتجته شركة المصارعة المحترفة وورلد ريسلينغ إنترتاينمينت (دبليو دبليو إي) تم عقده في 7 يونيو 2006 في مركز نوتر في دايتون بأوهايو قبل أربعة أيام من حدث الدفع مقابل المشاهدة إي سي دبليو وان نايت ستاند.
تميز الحدث بمباريات بين مصارعي دبليو دبليو إي وإي سي دبليو.

## محاور القصص
تميز حدث دبليو دبليو إي ضد إي سي دبليو رأسًا لرأس بمباريات مصارعة محترفة تضمنت مصارعين من عداوات ومخططات وقصص موجودة مسبقًا تم عرضها في البرامج التلفزيونية الأسبوعية لدبليو دبليو إي، راو وسماكداون. صُور المصارعون الأبطال أو الأشرار وهم يتابعون سلسلة من الأحداث التي أدت إلى التوتر وبلغت ذروتها في مباراة مصارعة أو سلسلة من المباريات.

## النتائج
| رقم | النتائج                                                                               | الشروط                                   | الوقت |
| --- | ------------------------------------------------------------------------------------- | ---------------------------------------- | ----- |
| 1   | روب فان دام (إي سي دبليو) هزم ري ميستيريو (دبليو دبليو إي)                            | مباراة فردية                             | 10:43 |
| 2   | ميكي جيمس (دبليو دبليو إي) هزمت جاز (إي سي دبليو)                                     | مباراة فردية                             | 2:01  |
| 3   | بيغ شو (إي سي دبليو) فاز بإزالة راندي أورتن (دبليو دبليو إي)                          | دبليو دبليو إي ضد إي سي دبليو باتل رويال | 14:20 |
| 4   | إيدج (دبليو دبليو إي) (مع ليتا وميك فولي) هزم تومي دريمر (إي سي دبليو) (مع تيري فانك) | مباراة قواعد متطرفة                      | 6:45  |
| 5   | جون سينا (دبليو دبليو إي) هزم سابو (إي سي دبليو) بالإبطال                             | مباراة قواعد متطرفة                      | 8:04  |

### عمليات الإزالة في باتل رويال دبليو دبليو إي ضد إي سي دبليو
– دبليو دبليو إي
  – إي سي دبليو
  – الفائز
| رقم الإزالة | المصارع        | العلامة التجارية | تمت الإزالة من قبل      |
| ----------- | -------------- | ---------------- | ----------------------- |
| 1           | مارك هنري      | دبليو دبليو إي   | كيرت أنجل ونونزيو       |
| 2           | مات هاردي      | دبليو دبليو إي   | جاستن كريدبل وتيري فانك |
| 3           | نونزيو         | إي سي دبليو      | بيغ شو                  |
| 4           | تاتانكا        | دبليو دبليو إي   | تومي دريمر              |
| 5           | كارليتو        | دبليو دبليو إي   | ساندمان                 |
| 6           | توني مامالوك   | إي سي دبليو      | إيدج                    |
| 7           | تومي دريمر     | إي سي دبليو      | إيدج وراندي أورتن       |
| 8           | تيري فانك      | إي سي دبليو      | إيدج وفينلي             |
| 9           | جاستن كريدبل   | إي سي دبليو      | فينلي                   |
| 10          | آل سنو         | إي سي دبليو      | شيلتون بنجامين          |
| 11          | ستيفن ريتشاردز | إي سي دبليو      | بوبي لاشلي              |
| 12          | بالز ماهوني    | إي سي دبليو      | بوبي لاشلي              |
| 13          | بوبي لاشلي     | دبليو دبليو إي   | كيرت أنجل               |
| 14          | ساندمان        | إي سي دبليو      | راندي أورتن             |
| 15          | شيلتون بنجامين | دبليو دبليو إي   | كيرت أنجل               |
| 16          | فينلي          | دبليو دبليو إي   | كيرت أنجل               |
| 17          | إيدج           | دبليو دبليو إي   | كيرت أنجل               |
| 18          | كيرت أنجل      | إي سي دبليو      | راندي أورتن             |
| 19          | راندي أورتن    | دبليو دبليو إي   | بيغ شو                  |
| الفائز      | بيغ شو1        | إي سي دبليو      | غير متاح                |

1 غير المصارع جانبه بعد فوز دبليو دبليو إي في البداية في باتل رويال.